# Cangrejeras de Santurce (pallavolo)
Le Cangrejeras de Santurce sono una franchigia pallavolistica femminile portoricana, con sede a San Juan: militano nella Liga de Voleibol Superior Femenino.

## Storia
Le Sanjuaneras de la Capital vengono fondate nel 2021, quando il titolo delle Llaneras de Toa Baja viene trasferito alla città di San Juan. Raggiungono immediatamente la finale scudetto della Liga de Voleibol Superior Femenino 2021, tuttavia non scendono in campo a causa di un contenzioso con la LVSF, venendo sanzionate con la sconfitta a tavolino e una sospensione di un anno per la franchigia e tutti i suoi membri a partire dalla data del 5 settembre 2021.
Scontato l'anno di sospensione, nel dicembre 2022 la franchigia annuncia il suo ritorno in campo per la Liga de Voleibol Superior Femenino 2023 con la nuova denominazione Cangrejeras de Santurce, allineandola a tutte le altre franchigie attive di San Juan. Nella Liga de Voleibol Superior Femenino 2024 si aggiudicano il primo scudetto della propria storia, sconfiggendo in finale le Atenienses de Manatí.

## Rosa 2025
| N° | Nome               | Ruolo | Data di nascita   | Nazionalità sportiva |
| -- | ------------------ | ----- | ----------------- | -------------------- |
| 2  | Debora Seilhamer   | L     | 10 aprile 1985    | Porto Rico           |
| 4  | Paola Martell      | C     | 22 dicembre 2004  | Porto Rico           |
| 5  | Andrea Rangel      | O     | 19 maggio 1993    | Porto Rico           |
| 6  | Gina Mancuso       | S     | 31 maggio 1991    | Stati Uniti          |
| 6  | Kara McGhee        | C     | 21 giugno 2001    | Stati Uniti          |
| 7  | Ninoshka Vázquez   | S     | -                 | Porto Rico           |
| 8  | Andrea Fuentes     | P     | 12 maggio 1999    | Porto Rico           |
| 9  | Minelis Rivera     | P     | 19 aprile 2002    | Porto Rico           |
| 10 | Lindsay Stalzer    | S     | 25 luglio 1984    | Stati Uniti          |
| 11 | Nydiaris Burgos    | C     | 2 febbraio 1999   | Porto Rico           |
| 11 | Tamara Otene       | S     | 25 settembre 2001 | Nuova Zelanda        |
| 12 | Ashley Vázquez     | P     | 8 gennaio 1993    | Porto Rico           |
| 14 | Neira Ortiz        | C     | 6 luglio 1993     | Porto Rico           |
| 12 | Jenselyn Morales   | C     | 7 giugno 1999     | Porto Rico           |
| 16 | Helena Havelková   | S     | 25 luglio 1988    | Rep. Ceca            |
| 18 | Elayna Ojeda       | O     | 29 maggio 2000    | Porto Rico           |
| 19 | Lyansca Correa     | S     | 19 aprile 2000    | Porto Rico           |
| 20 | Christina Martínez | L     | 24 settembre 2002 | Porto Rico           |

## Palmarès
- Campionato portoricano: 1

2024

## Denominazioni precedenti
- 2021: Sanjuaneras de la Capital